# 高橋仁
高橋 仁（たかはし ひとし、1963年5月16日 - ）は、日本の元俳優（子役）。

## 出演作品

### テレビドラマ
- ウルトラシリーズ
  - ウルトラマンA
    - 第3話「燃えろ! 超獣地獄」（1972年、中森四郎（バキシム）役） ※ノンクレジット
    - 第32話「ウルトラの星に祈りをこめて」（1972年、星野アキラ（コオクス）役）
    - 第52話「明日のエースは君だ!」（1973年、タケシの友人A 役）

  - ウルトラマンタロウ
    - 第26話「僕にも怪獣は退治できる!」（1973年、笠井竹雄 役）
    - 第41話「母の願い 真冬の桜吹雪!」（1974年、正博 役）

  - ウルトラマンレオ（1974年、25話、ジロウ 役）
- 変身忍者 嵐（1972年、10話）
- 仮面ライダーシリーズ
  - 仮面ライダー（1972年、88話、田中サトル役）
  - 仮面ライダーV3（1973年、45・46話、津村ひろし役）
  - 仮面ライダーX（1974年、24話、矢沢正一 役）
- 愛の戦士レインボーマン（1973年、23話、少年時代のヤマトタケシ役）
- ファイヤーマン（1973年、10話、良夫 役）
- 流星人間ゾーン（1973年、8話、防人明の友人 役）
- キカイダー01（1973年、11話）
- ロボット刑事（1973年、21話）
- ジャンボーグA（1973年、39話、ただし役）
- 特別機動捜査隊第654話「矢崎班緊急出動せよ」（1974年、登 役）
- 銭形平次
  - 第499話「金貸し武士道」（1975年）
  - 第555話「凧凧あがれ」（1977年）
- 痛快! 河内山宗俊（1975年、7話）
- がんばれ!!ロボコン（1975年、31話、藤井ヒロシ 役）※第30話に誤記
- 超神ビビューン（1976年、21話、珍念 役）
- 大鉄人17（1977年、岩山鉄次 役）
- 桃太郎侍
  - 第47話「昌平坂に消えた夢」（1977年、田辺 役）
  - 第111話「戻った記憶が呼んだ鬼」（1978年）
- Gメン'75（TBS）
  - 第104話「77.5.14 津坂刑事殉職」（1977年）
  - 第128話「六万五千円の警察手帳」（1977年）
- 翔べ! 必殺うらごろし
  - 第2話「突如奥方と芸者の人格が入れ替わった」（1978年）- 丑松 役
  - 第18話「抜けない刀が過去を斬る!」（1979年） - 辻 役
- 特捜最前線（1978年、90話）
- 八丁堀暴れ軍団
  - 第10話「人相書強奪の罠」（1979年） - 野次馬 役
- 源九郎旅日記 葵の暴れん坊 第26話「月に帰った三度笠」（1982年）- 清二郎

### 映画
- 空手バカ一代 （1977年） - カズオ 役
- スローなブギにしてくれ（1981年）